# Ciudad deportiva Javier Imbroda
La Ciudad Deportiva — Javier Imbroda (antes conocida como Ciudad Deportiva de Carranque) es una instalación deportiva situada en el barrio de Carranque, en el distrito Cruz de Humilladero de la ciudad española de Málaga. Pasó a llamarse "Ciudad Deportiva Javier Imbroda" en abril de 2022 tras el fallecimiento del consejero de educación de la Junta de Andalucía, Javier Imbroda.

## Historia
Fue inaugurado en los años 1960 como Ciudad Deportiva o Campo de la Juventud de Carranque, tratándose de la primera gran instalación deportiva de la ciudad de Málaga.
En años posteriores ha sufrido varias remodelaciones y ampliaciones en sus instalaciones. 
En 1996 se disputó en el recinto de Carranque el Campeonato de España de atletismo, y en 1992 el Campeonato de España de atletismo en categoría Júnior. El equipo de baloncesto Clínicas Rincón de la liga LEB Oro celebra sus encuentros en uno de los pabellones cubiertos de Carranque. El equipo de balonmano femenino Club Balonmano Femenino Málaga Costa del Sol de la División de Honor celebra sus encuentros en uno de los pabellones cubiertos (el pabellón José Luis Pérez Canca).

## Instalaciones
Entre sus espacios deportivos cuenta con dos pabellones cubiertos, uno de ellos lleva el nombre de Jose Luis Pérez Canca, piscinas cubiertas (vaso de 25 m. y vaso de chapoteo), piscinas exteriores (vaso de 50 m y vaso de chapoteo), pista de atletismo y circuito de acondicionamiento exterior, campo de césped artificial, frontón, dos pistas de pádel y gimnasio. 
En el año 2022 se abrió un centro de crossfit denominado The Container, un centro de entrenamiento con más de 65 estaciones de trabajo simultáneas.
Está prevista la creación dentro del recinto del Centro de Tecnificación y Alto Rendimiento para Personas con Discapacidad.